# Eriochloa acuminata
Eriochloa acuminata är en gräsart som först beskrevs av Jan Svatopluk Presl, och fick sitt nu gällande namn av Carl Sigismund Kunth. Eriochloa acuminata ingår i släktet Eriochloa och familjen gräs. Inga underarter finns listade i Catalogue of Life.